# Uthamapalayam
Uthamapalayam es una ciudad y nagar Panchayat situada en el distrito de Theni en el estado de Tamil Nadu (India). Su población es de 29050 habitantes (2011). Se encuentra a 31 km de Theni y a 98 km de Madurai.

## Demografía
Según el censo de 2011 la población de Uthamapalayam era de 29050 habitantes, de los cuales 14463 eran hombres y 14587 eran mujeres. Uthamapalayam tiene una tasa media de alfabetización del 85,56%, superior a la media estatal del 80,09%: la alfabetización masculina es del 90,14%, y la alfabetización femenina del 81,05%.